# Amata thoracica
Amata thoracica là một loài bướm đêm thuộc phân họ Arctiinae, họ Erebidae.